# Aplocheilus parvus
El panchax enano es la especie Aplocheilus parvus, un pez de agua dulce de la familia de los aplocheílidos, en el orden de los ciprinodontiformes.

## Morfología
Los machos pueden alcanzar los 6,3 cm de longitud total.

## Distribución geográfica
Se encuentran en Asia: India y Sri Lanka.